# La Ferté-Frênel
La Ferté-Frênel település Franciaországban, Orne megyében. Lakosainak száma 623 fő (2018. január 1.). La Ferté-Frênel Anceins, Gauville és La Gonfrière községekkel határos.

## Népesség
A település népességének változása:
| Lakosok száma | 409  | 451  | 439  | 666  | 714  | 708  | 642  | 3265 | 621  | 623  |
|               | 1962 | 1968 | 1975 | 1990 | 1999 | 2008 | 2013 | 2016 | 2017 | 2018 |